# Slaget vid Xuge
Slaget vid Xuge var en strid som ägde rum 707 f.Kr. mellan staten Zheng och Zhoudynastin. Zhous trupper besegrades vilket resulterade i att Zhoudynasting förlorade den sista prestige den hade kvar sedan de tvingats flytta sin huvudstad till Luoyang vilket i sin tur resulterade i att deras tidigare vasallstater gjorde sig praktiskt taget självständiga och bildade de små feodalstater som kom att utmärka Vår- och höstperioden. Slaget vanns genom att Zheng använde sig av en kniptångsmanöver.

## Bakgrund
Efter att de tvingats fly från Haojing (dagens Xi'an) till Luoyi (dagens Luoyang) behöll Zhoudynastin fortfarande sin prestige och sitt himmelska mandat som de kinesiska staternas ledare. Dock hade de tappat förmågan att praktiskt utöva en makten. Staten Zheng var en av Zhoudynastins viktigaste beskyddare och vasaller. I och med Zhous flytt flyttade de sin huvudstad till Xinzheng (dagens Zhengzhou) för att utgöra en buffert åt Zhou i öst. Under hertig Zhuang växte Zhengs styrka och de allierade sig med staterna Lu och Qi och började erövra de mindre kungadömena på den kinesiska slätten.
Då Zheng låg grannar med Zhou började deras expansionistiska beteende skapa oro i Zhoudynastin. Kung Ping av Zhou försökte få till ett gisslanutbyte med Zheng för att säkra fred men detta skapade enbart ökad misstro mellan de båda staterna. När Huang tog över Zhous tron avskedade han Zhuang från den ministerpost denne erhållit vilket fick Zhuang att sluta betala tribut till Zhou som hämnd.

## Slaget
707 f.Kr. beslutade kung Huang att en straffexpedition skulle utföras mot Zheng och då han saknade en egen stark armé samlade samlade han en koalition av mindre vasallstater från den kinesiska slätten för att anfalla Zheng. Hur själva slaget gick till är i stort sett okänt men när koalitionsarmén ställde upp för strid ledde kung Huang mitten av armén medan trupper från Cai och Wei utgjorde dess högra flank och trupper från Cheng dess vänstra.
På Zhengs sida leddes armén av Zhuang som rådslogs av statsmannen och taktikern Ziyuan. Ziyuan informerade Zhuang om att koalitionens center var starkt men att trupperna från Cheng var missnöjda och dåligt koordinerade på grund av ett pågående inbördeskrig i Cheng och att både Cai och Way fruktade Zhengs armé då de tidigare besegrats av dem. Ziyuan föreslog därmed att fokus skulle ligga på fiendens flanker så att dessa bröts och sedan skulle Zheng's armé omringa koalitionens center. Zhuang följde Ziyuans plan och lyckades därmed genomföra en kniptångsmanöver och koalitionen besegrades. Under slaget sårades kung Huang av en pil i axeln.

## Efterspel
Det faktum att Zhou förlorat slaget tog bort alla föreställningar om att dynastin hade den minsta makt över sina vasallstater. Slaget resulterade därmed i att de tidigare vasallerna nu insåg att de var stort sett självständiga och fria att göra vad de ville. Zhoudynastin fortsatte vara de kinesiska staternas de facto "överkung" men kunde inte längre fatta beslut som staterna tvingades följa, dessutom var de så fattiga att det efter kung Huangs död 698 f.Kr. tog tio år innan de kunde hålla en kunglig begravning för honom.
Zheng såg efter slaget ut att bli den dominerande kinesiska staten men när Zhuang dog 702 f.Kr. utbröt inbördeskrig i riket mellan hans söner vilket försvagade Zheng permanent. Århundraden av konflikter skulle därefter följa tills endast några få stater återstod och "de stridande staternas" period inleddes.